# 低音

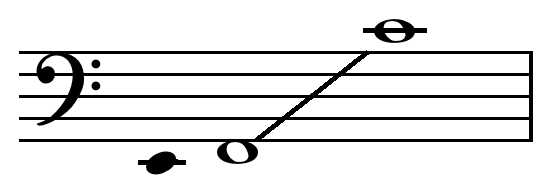
男低音的音域

低音（bass）是指頻率較低的音高，或是音域在16.35-261.6 Hz（C0到C4）的音。在樂曲中，低音是和声中最低的部份。在沒有樂器伴奏的合唱中，低音是由男低音的成年男子來唱。在管弦樂團中的低音線會由低音提琴、大提琴、低音管、低音巴松管，像低音號及低音長號等低音銅管樂器，以及定音鼓演奏。在藍草音樂、民俗音樂、洛卡比里、爵士乐等音樂中，會用低音提琴演奏低音部份。在大部份的摇滚乐、流行音乐及融合爵士樂中，低音會用電貝斯來產生。在一些二十世紀及二十一世紀的流行音樂中（例如1980年代的流行音樂或是電子舞曲），低音會用合成器產生。

## 音樂中的角色
在管弦樂團中，常常用低音部份來呈現对位法、副旋律，或是配合打擊樂器來強調其節奏。在流行音樂中低音一般是和聲和節奏，多半是和弦的根音或是第五音，而且會強調其重拍。

## 低音和聲的種類
古典音樂中有許多不同的低音，像basso concertante或basso recitante是和弦中的低音，伴隨樂曲中較柔和樂句出現的低音，不過也有些低音的樂句是呈現整個樂曲的力度，在古典音樂中一般會由大提琴演奏。最低音（contrabass）是指由低音提琴演奏的部份，大提琴的旋律有時會是低音提琴高八度的音，但有時其節奏或是旋律會和低音提琴的音線不同。加強低音部（basso ripieno）是指在樂曲中加入樂句中的低音，藉由其音調的低音以及其力度，可以和其他較輕柔的音句形成強烈的對比。

## 低音樂器
- Keyboard bass
- 大鼓

### 低音弦樂器
- 低音提琴
- 電貝斯
- 洗衣桶貝斯（英语：Washtub bass）

### 低音管樂器

#### 木管樂器
- 低音管
- 低音單簧管
- 低音薩克斯風（英语：Bass saxophone）

#### 銅管樂
- 低音號
- 低音長號
- 粗管上低音號